# Малая Руясола
Малая Руясола (мар. Изи Руясола) — деревня в Советском районе Республики Марий Эл. Входит в состав Кужмаринского сельского поселения.

## География
Находится в центральной части республики Марий Эл на расстоянии приблизительно 14 км по прямой на запад-северо-запад от районного центра посёлка Советский.

## История
Основана во второй половине XIX века. В 1893 году в деревне в 15 дворах проживало 90 человек. В 1930 году в деревне было 32 хозяйства. В 1965 году в деревне было 19 хозяйств и 89 жителей. В 1991 году здесь проживали 33 человека. В советское время работали колхозы «Йошкар мари», «Комбайн» и имени Микояна.

## Население
Население составляло 9 человек (мари 100 %) в 2002 году, 17 в 2010.